# Alexander von Pappenheim (1435–1511)

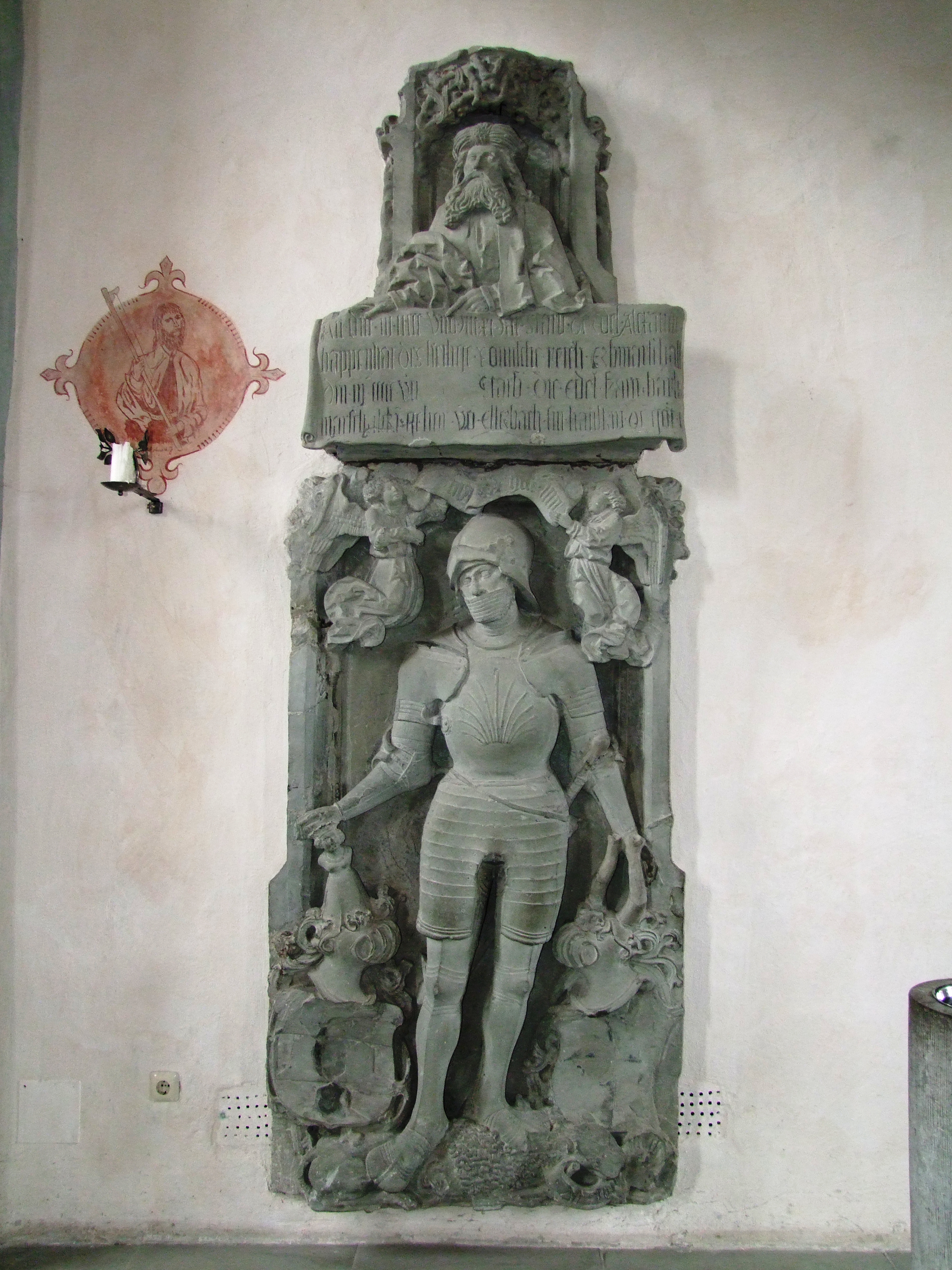
Epitaph Alexander von Pappenheim in der Stiftskirche in Bad Grönenbach

Alexander von Pappenheim (* 1435; † 1511 in Grönenbach) war der Begründer der Linie Pappenheim-Grönenbach.

## Leben
Alexander von Pappenheim war der Sohn des Heinrich XI. von Pappenheim († 1482) und Anna von Abensberg. Matthäus von Pappenheim beschrieb Alexander als „homo agrestis & rudis.“ Auch Franz Ludwig Baumann beschreibt Alexander in seinem Buch Geschichte des Allgäus als „Freund des Waffenhandwerks“, sowie als „gewalttägigen Mann der hartnäckig seine wirklichen oder vermeintlichen Rechte gegen jedermann verteidigte.“ Im Jahre 1488 trat Alexander von Pappenheim dem Schwäbischen Bund bei. Im selben Jahr zog er nach Brügge um König Maximilian I., welcher dort im Gefängnis war, zu befreien. Da er als Kriegsmann anerkannt war, wurde Alexander als Führer des Kontingents der schwäbischen Städte bei der Befreiung gewählt. Alexander und Wilhelm teilten sich 1494 den Gesamtbesitz ihres Vorfahren Ludwig von Rothenstein. Alexander war somit der Begründer der Linie Pappenheim-Grönenbach. Er verstand es auch auf Turnieren zu überzeugen. So erhielt er 1484 auf dem Turnier der Bayerischen Ritter in Ingolstadt „den Dritten Dank“ überreicht von Magdalena von Gumppenberg. Ab 1489 verweilte er vorwiegend in seiner Heimat, erfüllte dennoch weiterhin öffentliche Aufgaben. Die schwäbischen Stände, Grafen und Herren wählten ihn 1507 zum Assessor des kaiserlichen Kammergerichts. Das Epitaph Alexanders von Pappenheim befindet sich in der Stiftskirche St. Philipp und Jakob in Bad Grönenbach, wo er auch beigesetzt wurde.

## Nachkommen
- Friedrich von Pappenheim, war Ritter des Deutschen oder Johanniterordens
- Anna von Pappenheim († 1555) ⚭ Rudolf von Hürnheim
- Magdalena von Pappenheim, war Nonne im Benediktinerkloster in Urspringen
- Walpurg von Pappenheim
- Heinrich Burghard I. von Pappenheim († 24. Februar 1547) ⚭ Anna von Hürnheim († 5. Mai 1567), war Landvogt des Stifts Kempten